# Yamaguchi Yoshinori
Yamaguchi Yoshinori (Nhật: 山口 祥義 sinh ngày 1 tháng 7 năm 1965) là một chính trị gia người Nhật Bản và là thống đốc đương nhiệm của tỉnh Saga, thuộc vùng Kyushu, Nhật Bản.

## Đầu đời và giáo dục
Yamaguchi sinh ngày 1 tháng 7 năm 1965 tại Căn cứ Không quân Iruma thuộc thành phố Iruma, tỉnh Saitama. Ông là con út trong một gia đình có chín anh chị em. Cha ông phục vụ trong Lực lượng Phòng vệ Trên không Nhật Bản. Ông từng theo học tại Trường Trung học LaSalle, nơi ông từng làm phó chủ tịch hội học sinh. Sau đó, Yamaguchi ghi danh và tốt nghiệp Khoa Luật của Đại học Tokyo vào tháng 3 năm 1989.

## Sự nghiệp chính trị
Vào tháng 4 năm 1989, ông gia nhập Bộ Nội vụ (nay là một phần của Bộ Nội vụ và Truyền thông). Kế đó, ông trở thành Giám đốc Văn phòng Đối phó Suy giảm Dân số, thuộc Bộ Nội vụ và Truyền thông, và đồng thời giữ chức Giám đốc Sở Tổng vụ của tỉnh Nagasaki.

### Thống đốc tỉnh Saga
Sau khi Thống đốc tỉnh Saga lúc bấy giờ là Furukawa Yasushi từ chức vào tháng 11 năm 2014 để tranh cử vào Hạ viện, một cuộc bầu cử thống đốc mới đã được lên kế hoạch tổ chức vào tháng 1 năm 2015. Vào tháng 12, Yamaguchi quyết định tranh cử chức thống đốc sau khi được một số thị trưởng và hiệp hội ngành công nghiệp trong tỉnh thuyết phục. Chiến dịch tranh cử của ông tập trung chủ yếu vào việc cải cách ngành nông nghiệp. Cuối cùng, ông đã giành chiến thắng trong cuộc bầu cử thống đốc năm 2015 trước Hiwatari Keisuke, ứng cử viên của Đảng Dân chủ Tự do (LDP) đồng thời là cựu Thị trưởng Thành phố Takeo, với cách biệt 40.000 phiếu bầu; điều này được xem là "không ngờ trước được".
Vào năm 2016, Yamaguchi, cùng với Thống đốc Kōno Shunji của tỉnh Miyazaki và Thống đốc Muraoka Tsugumasa của tỉnh Yamaguchi, đã hợp tác với Chiến dịch Thúc đẩy Cuộc sống Công việc Kyushu Yamaguchi nhằm khuyến khích nam giới giúp đỡ vợ của họ ở nhà. Ba thống đốc đã mặc một bộ đồ mô phỏng mang thai nặng 7,3 kg (16 lb) để cho thấy việc phụ nữ làm việc nhà trong ba tháng cuối thai kỳ khó khăn như thế nào.
Yamaguchi đã tái tranh cử trong cuộc bầu cử thống đốc tỉnh vào năm 2018. Kết quả là ông tái đắc cử với số phiếu áp đảo, giành được 84,7% số phiếu bầu so với đối thủ của mình, Imada Masato của Đảng Cộng sản tỉnh Saga.
Ngoài ra, Yamaguchi cũng từng hóa trang thành nhân vật Kotaro Tatsumi trong chương trình truyền hình đặc biệt Natsu no Saga - một bộ phim tài liệu nói về anime Vùng đất thây ma (lấy bối cảnh ở tỉnh Saga).
Yamaguchi tiếp tục tranh cử trong cuộc bầu cử thống đốc năm 2022. Một lần nữa, ông lại tái đắc cử với hơn 195.907 phiếu bầu so với đối thủ của mình, Yasutoshi Uemura thuộc Đảng Cộng sản Saga.